# Indigofera dembianensis
Indigofera dembianensis là một loài thực vật có hoa trong họ Đậu. Loài này được (Chiov.) J.B.Gillett miêu tả khoa học đầu tiên.